# Vriesea malzinei
Vriesea malzinei là một loài thuộc chi Vriesea. Đây là loài bản địa của México.

## Hình ảnh

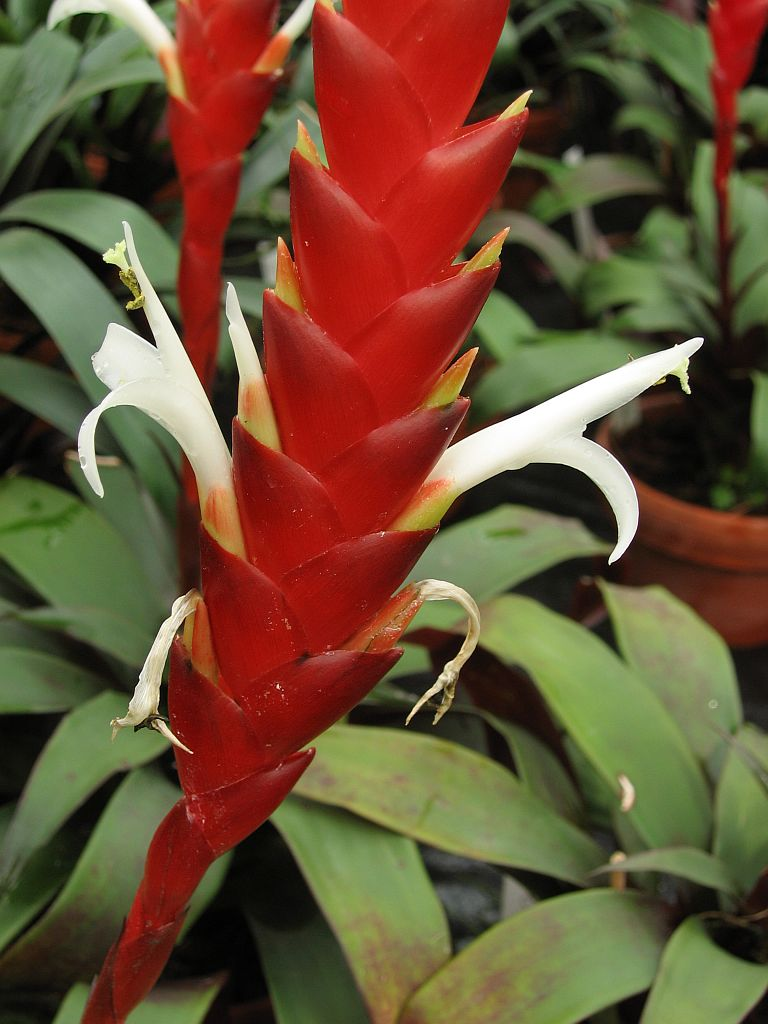

## Giống
- Vriesea 'Amanda Isley'
- Vriesea 'Carlsbad'
- Vriesea 'Fernanda'
- Vriesea 'Leopoldiana'